# Генератор Гартмана
Генератор Гартмана — одна из разновидностей газоструйного излучателя звуковых и ультразвуковых волн. Назван по имени своего изобретателя, датского учёного Юлиуса Гартмана (дат. Julius Hartmann). Используется для интенсификации процессов теплообмена и массообмена в УЗ-поле, для коагуляции аэрозолей, пеногашения, распыления жидкостей и т.д..

## Описание
Генератор представляет собой круглое, слабо сужающееся сопло, перед которым соосно расположен цилиндрической резонатор, направленный открытым концом навстречу газовой струе. Его работа основана на возникновении неустойчивого режима течения сверхзвуковой недорасширенной струи при её торможении полым резонатором. Для возбуждения в струе автоколебаний, сопровождаемых колебаниями скачков уплотнения и излучением мощных акустических волн, срез резонатора должен находиться в так называемой зоне неустойчивости — в области с положительным продольным градиентом статического давления первой (или второй) бочки струи.
При работе генератора газ находится в сопле под давлением более 0,2 МН/м² и вытекает оттуда со сверхзвуковой скоростью, вследствие чего в образовавшейся газовой струе возникают волны уплотнения и разрежения. При размещении резонатора на определённом расстоянии происходит излучение звуковых и ультразвуковых волн. Частота звука зависит от расстояния между соплом и резонатором и от размера резонатора. Идеальные условия для излучения достигаются при равенстве диаметра выходного отверстия сопла, диаметре отверстия резонатора и длине резонатора. Частота генерации определяется также скоростью звука в продуваемом газе.
Акустическая мощность при излучении в среднем достигает нескольких десятков Вт. При продувании сжатого воздуха через сопло из баллона или компрессора возможно получение звука частотой от 1 до 49 кГц, при использовании газов с высокой скоростью звука достигаются частоты до 180 кГц, при применении водорода возможно и достижение частоты в 500 кГц. На низких звуковых частотах возможно получение мощностей в несколько сотен ватт, а с повышением частоты акустическая мощность снижается: при частоте от 50 до 60 кГц она не превышает 1 Вт. КПД генератора Гартмана в целом не превышает отметку в 4-5% (характерная частота 100 кГц), однако его возможно повысить до 7-9% при увеличении диаметра резонатора и установке сопла с большим углом конусности (от 60 до 75°).